# Ancylotrypa zeltneri
Ancylotrypa zeltneri is een spinnensoort uit de familie Cyrtaucheniidae. De soort komt voor in Ethiopië.